# Pachacama (Canta)
Pachacama, también conocido como Pachacámac, es una localidad peruana ubicada en el distrito de Canta, perteneciente a la provincia homónima del departamento de Lima, al centro oeste del Perú. 

## Ubicación
Pachacama se ubica al noreste de la provincia de Canta, en el distrito de Canta, en el departamento de Lima.

## Demografía
En 2017 Pachacama tenía una población de 3 habitantes y 4 viviendas.
| Gráfica de evolución demográfica de Pachacama entre 1993 y 2017 |
|                                                                 |
| Fuentes: Población 1993 (Pachacámac) y 2017                     |